# Florida (Ohio)
Florida és una població dels Estats Units a l'estat d'Ohio. Segons el cens del 2000 tenia 246 habitants.

## Demografia
Segons el cens del 2000, Florida tenia 246 habitants, 98 habitatges, i 76 famílies. La densitat de població era de 413 habitants per km².
Dels 98 habitatges en un 32,7% hi vivien nens de menys de 18 anys, en un 63,3% hi vivien parelles casades, en un 13,3% dones solteres, i en un 22,4% no eren unitats familiars. En el 19,4% dels habitatges hi vivien persones soles el 8,2% de les quals corresponia a persones de 65 anys o més que vivien soles. El nombre mitjà de persones vivint en cada habitatge era de 2,51 i el nombre mitjà de persones que vivien en cada família era de 2,83.
Per edats la població es repartia de la següent manera: un 24,8% tenia menys de 18 anys, un 7,3% entre 18 i 24, un 28,5% entre 25 i 44, un 24,4% de 45 a 60 i un 15% 65 anys o més.
L'edat mediana era de 39 anys. Per cada 100 dones de 18 o més anys hi havia 90,7 homes.
La renda mediana per habitatge era de 39.583 $ i la renda mediana per família de 44.375 $. Els homes tenien una renda mediana de 30.208 $ mentre que les dones 21.667 $. La renda per capita de la població era de 16.094 $. Aproximadament el 6,7% de les famílies i el 9% de la població estaven per davall del llindar de pobresa.

## Poblacions més properes
El següent diagrama mostra les poblacions més properes.